# Prix Olry-Roederer
Pour les articles homonymes, voir Olry et Roederer.
Groupe III
Le Prix Olry-Roederer, nommé Prix Jacques Olry avant 2007,, est une course hippique de trot monté qui se déroule fin octobre - début novembre sur l'hippodrome de Vincennes à Paris.
C'est une course européenne de Groupe III (groupe II avant 2019) réservée aux chevaux de 4 ans, hongres exclus, ayant gagné au moins 25 000 €.
Elle se court sur la distance de 2 850 mètres (grande piste). L'allocation s'élève à 80 000 €, dont 36 000 € pour le vainqueur.
L'épreuve est créée sous le nom de Prix Jacques Olry en novembre 1902 et est alors ouverte aux chevaux de 3 à 5 ans, prenant dans le calendrier la place du Prix Rivoli qui était aussi ouvert aux 6 ans. Cette course honorait jusqu'en 2006 la mémoire de Jacques Olry, éleveur, mort en 1901, qui avait acheté le haras des Rouges Terres aux Forcinal en 1876, à Saint-Léonard-des-Parcs, dans l'Orne. Il est également député de l'Eure de 1889 à 1893. Il acquit plusieurs juments qui figurent parmi les origines du trotteur français. Il épousa Léonnie Roederer, la petite-fille de Louis Roederer, dont il eut deux fils, dont Léon Olry-Roederer. À la tête d'une grande fortune, celui-ci développa l'écurie des Rouges Terres qui fut une grande écurie du trot de l'entre-deux-guerres. À sa mort survenue en 1932, l'écurie est reprise par sa jeune veuve, Camille Olry-Roederer, qui allait notamment faire naitre le crack Jamin. En 2007, la course prend le nom de la famille Olry-Roederer.

## Palmarès depuis 1968
| Année | Vainqueur          | Père               | Jockey                   | Entraîneur              | Réd.km |
| ----- | ------------------ | ------------------ | ------------------------ | ----------------------- | ------ |
| 2024  | Kelly de Banville  | Éridan             | Paul-Philippe Ploquin    | Stéphane Bourlier       | 1'14"  |
| 2023  | Jazz in Montreux   | Akim du Cap Vert   | Nathalie Henry           | Philippe Lemire         | 1'13"1 |
| 2022  | Intuition          | Brillantissime     | Adrien Lamy              | Tomas Malmqvist         | 1'12"7 |
| 2021  | Hirondelle du Rib  | Rolling d'Héripré  | Jean-Loïc-Claude Dersoir | Joël Hallais            | 1'14"3 |
| 2020  | Gladys des Plaines | Opus Viervil       | Mathieu Mottier          | Gilles Curens           | 1'12"5 |
| 2019  | Flicka de Blary    | Sam Bourbon        | Camille Levesque         | Thomas Levesque         | 1'13"8 |
| 2018  | Étonnant           | Timoko             | Yoann Lebourgeois        | Richard Westerink       | 1'13"6 |
| 2017  | Dexter Fromentro   | Qwerty             | Camille Levesque         | Thomas Levesque         | 1'16"3 |
| 2016  | Canadien d'Am      | Ready Cash         | Éric Raffin              | Franck Leblanc          | 1'15"1 |
| 2015  | Best of Jets       | Magnificent Rodney | François Lagadeuc        | Jean-Michel Baudouin    | 1'14"3 |
| 2014  | Astor du Quenne    | Opus Viervil       | Éric Raffin              | Sébastien Guarato       | 1'16"  |
| 2013  | Valse Castelets    | Memphis du Rib     | Jean-Loïc-Claude Dersoir | Joël Hallais            | 1'14"7 |
| 2012  | Ulster Perrine     | Ténor de Baune     | Éric Raffin              | Jean-Michel Baudouin    | 1'14"7 |
| 2011  | Tigresse du Vivier | Niky               | Matthieu Abrivard        | Sebastien Ernault       | 1'14"4 |
| 2010  | Singalo            | Goetmals Wood      | Éric Raffin              | Louis Baudron           | 1'14"9 |
| 2009  | Rombaldi           | Lulo Josselyn      | Matthieu Abrivard        | Jean-Luc Dersoir        | 1'16"3 |
| 2008  | Quita d'Éronville  | Quito de Talonay   | Julien Raffestin         | Philippe Bengala        | 1'15"6 |
| 2007  | Paola de Lou       | Podosis            | Nathalie Henry           | Laurent-Claude Abrivard | 1'14"6 |
| 2006  | Ouatine d'Ostal    | Fleuron Perrine    | Maxime Bézier            | Maxime Bézier           | 1'16"6 |
| 2005  | Nouba Turgot       | Canada             | Éric Raffin              | Franck Anne             | 1'16"4 |
| 2004  | Miss Castelle      | Goetmals Wood      | Philippe Masschaele      | Thierry Duvaldestin     | 1'17"2 |
| 2003  | Litya de Bosens    | Calife des Noués   | Matthieu Abrivard        | Joël Hallais            | 1'18"8 |
| 2002  | Kérido du Donjon   | Coktail Jet        | Philippe Masschaele      | Jean-Luc Janvier        | 1'18"1 |
| 2001  | Jairo des Veys     | Allegro            | Pierre-Yves Verva        | Joachim Marteau         | 1'16"6 |
| 2000  | Intrépide          | Podosis            | Jean-Paul Piton          | Philippe Allaire        | 1'17"3 |
| 1999  | Honneur de France  | Tipouf             | Laurent-Claude Abrivard  | Laurent-Claude Abrivard | 1'16"9 |
| 1998  | Gai Brillant       | Podosis            | Jean-Philippe Mary       | Philippe Allaire        | 1'17"6 |
| 1997  | First de Retz      | Podosis            | Laurent-Claude Abrivard  | Jacky Béthouart         | 1'18"3 |
| 1996  | Éros du Rocher     | Quito de Talonay   | Philippe Gillot          | Ulf Nordin              | 1'18"7 |
| 1995  | Don Paulo          | Hurgo              | Philippe Gillot          | Marie-Dominique Fairand | 1'20"3 |
| 1994  | Courlis du Pont    | Opus Dei           | Philippe Békaert         | Ulf Nordin              | 1'21"6 |
| 1993  | Best Bourbon       | High Echelon       | Michel Lenoir            | Jean-Philippe Dubois    | 1'22"3 |
| 1992  | Alpha Barbés       | Néric Barbés       | Jean-Philippe Mary       | Christian Bigeon        | 1'18"6 |
| 1991  | Vivier de Montfort | Kronos du Vivier   | Jean-Marie Monclin       | Christian Bigeon        | 1'19"1 |
| 1990  | Un Beau Brun       | Nicos du Vivier    | Jean-Claude Hallais      | Jean-Francois Popot     | 1'20"3 |
| 1989  | Tristan d'Essarts  | Jiosco             | Jean-Pierre Thomain      | Stig Engberg            | 1'21"4 |
| 1988  | Sem Kervaden       | Haut de Bellouet   | Paul Delanoë             | Paul Delanoë            | 1'22"1 |
| 1987  | Reine du Corta     | Ura                | Michel Lenoir            | Alain Roussel           | 1'20"3 |
| 1986  | Queila Gédé        | Gazon              | Yvon Martin              | Yvon Martin             | 1'23"4 |
| 1985  | Podosis            | Florestan          | Patrick Chéradame        | Roger Ledoyen           | 1'21"9 |
| 1984  | Opprimé            | Coppet             | Alain Laurent            | Jean-Pierre Viel        | 1'22"1 |
| 1983  | Nicos du Vivier    | Sabi Pas           | Jean-Pierre Thomain      | Alain Roussel           | 1'21"8 |
| 1982  | Morgan du Roi      | Vigneron           | Michel-Marcel Gougeon    | Jean-Lou Peupion        | 1'22"9 |
| 1981  | Le Loir            | Chambon P          | Alain Sionneau           | Albert Rayon            | 1'21"5 |
| 1980  | Kaiser Trot        | Canino             | Pascal Békaert           | Joël Hallais            | 1'21"8 |
| 1979  | Jalinotte          | Calino             | Philippe Békaert         |                         | 1'22"4 |
| 1978  | Istraeki           | Paléo              | Philippe Gillot          |                         | 1'21"5 |
| 1977  | Heriango           | Fandango           | V. Hérissé               |                         | 1'21"  |
| 1976  | Gazelle Vive       | Tiburce            | Alain Laurent            |                         | 1'23"1 |
| 1975  | Fiesta             | Médoc              | Jacques-Maurice Riaud    |                         | 1'22"9 |
| 1974  | Elpénor            | Quioco             | Jean Mary                |                         | 1'22"5 |
| 1973  | Discret Amour      | Reder Kerveyer     | René Fabre               |                         | 1'22"8 |
| 1972  | Cette Histoire     | Kerjacques         | Alain Laurent            |                         | 1'22"8 |
| 1971  | Bellino II         | Boum III           | René Fabre               |                         | 1'21"4 |
| 1970  | Arbella            | Harold D III       | Gérard Mascle            |                         | 1'22"2 |
| 1969  | Valmont            | Fandango           | Paul Delanoë             |                         | 1'22"7 |
| 1968  | Uvien              | Osembe             | Gérard Mascle            |                         | 1'24"  |